# シチリアの晩祷

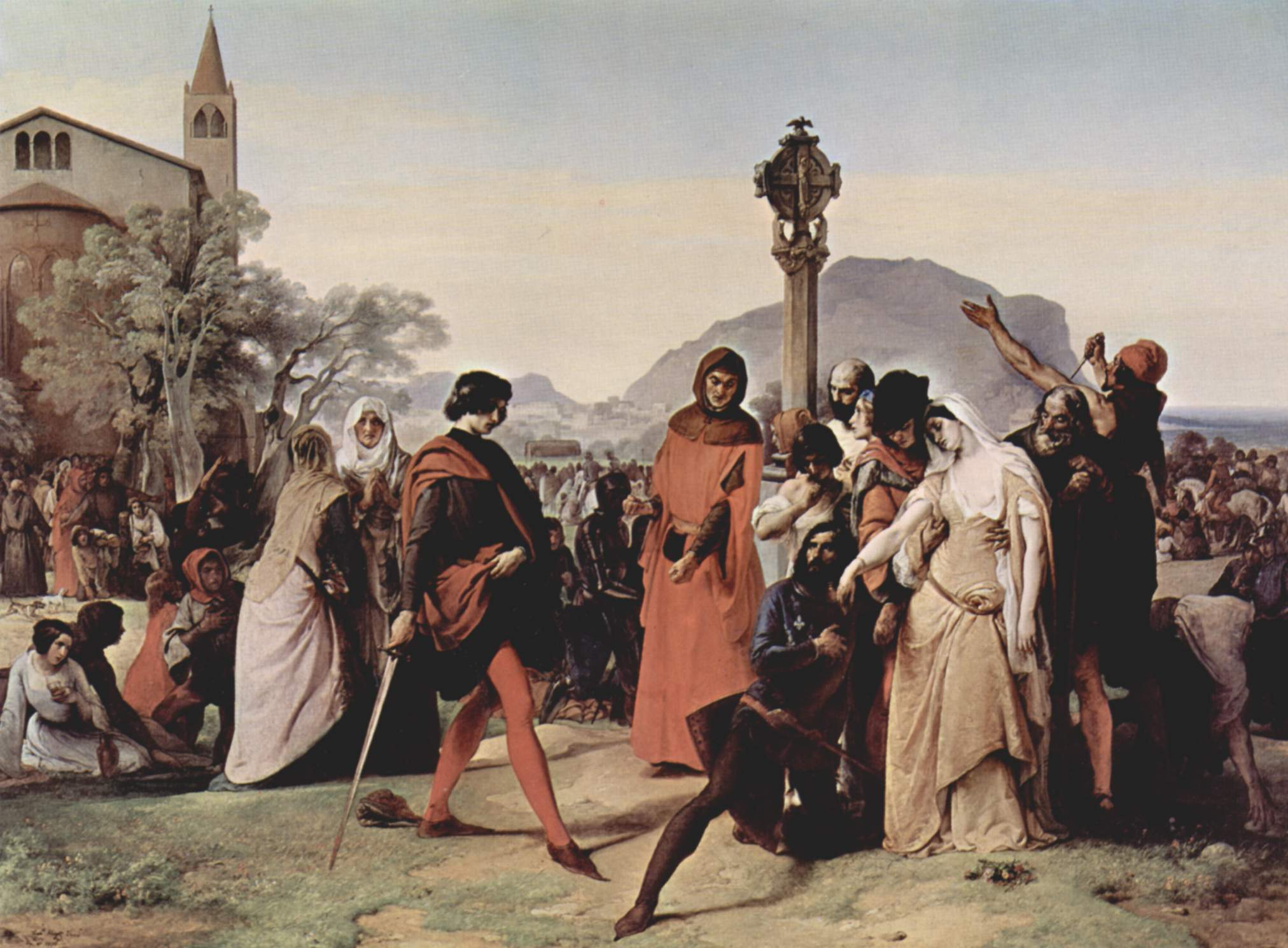
フランチェスコ・アイエツ画

シチリアの晩祷（シチリアのばんとう、伊：Vespri siciliani）は、1282年にシチリアで起こった住民暴動と虐殺事件。シチリアの晩鐘、シチリアの夕べの祈りとも。

## 概要
当時シチリア王国は、ホーエンシュタウフェン家を断絶させたフランス王族であるアンジュー家のシャルル・ダンジューが支配しており、イタリア系の住民の間には不満が鬱積していた。また、この時期にシャルル・ダンジューは姻戚関係から滅亡したかつてのラテン帝国の相続権を主張、ローマ教皇とも組んで東ローマ帝国の征服を計画しており住民から強引な食料や家畜の調達などを行い、これが住民の反発を更に強めたと言われる。
1282年3月30日に、アンジュー家の兵の一団がパレルモでシチリア住民の女性に暴行したことに怒った住民が暴徒化した。忽ちのうちに暴動はシチリア全土に拡大し、4000人ものフランス系の住民が虐殺された。また、東ローマ遠征用の艦艇も多数が破壊されたと言われる。この反乱によりシャルルが準備していた遠征計画は大きく狂った。
事件の発生した3月30日は復活祭の翌日に当たる月曜であり、教会の前には大勢の市民が晩祷（夕刻の祈り）を行うため集まっていた。彼らが暴動を開始したとき、晩祷を告げる鐘が鳴ったことから「シチリアの晩祷（晩鐘）」と称されるようになった。
シャルルと親しかったローマ教皇マルティヌス4世は、十字軍の作戦を妨害したとして全島民を破門にするという措置を取った。やがてシャルル側も反撃に出て暴動の鎮圧も時間の問題と思われたが、8月、突如アラゴン王国のペドロ3世（シャルルが敗死させたシチリア王マンフレーディの娘婿）がシチリアに上陸。シャルルの軍勢を破り、シチリアの王位に即位した。このシチリア晩祷戦争以後、シチリア王国はペドロ3世のシチリアとシャルルのナポリ王国に分裂していった。

## 事件の背景
シャルルらと対立していた東ローマ皇帝ミカエル8世は後に「私はシチリア人に自由をもたらす神の道具である」と記している。しかしスティーブン・ランシマンは、東ローマの介入の有無に関わらず、この事件はパレルモ民衆がシャルルの野望を打ち砕いたものであると評価した。

## 芸術作品などへの影響
この事件はダンテ・アリギエーリやジュゼッペ・ヴェルディ（歌劇『シチリア島の夕べの祈り』）など多くの文芸作品や芸術作品の題材となった。この暴動を起こした住民が口にした合言葉「Morte alla Francia Italia anela」（フランスに死を、これはイタリアの叫びだ）の各単語の頭文字が「マフィア」（mafia）の語源との説が、まことしやかに語られるほどセンセーショナルな事件だった。